# 石若雅弥
石若 雅弥 （いしわか まさや、1981年4月8日 - ）は、日本の作曲家、指揮者。大阪府堺市出身。大阪府立泉陽高等学校、京都市立芸術大学作曲専攻卒業。Chor.Draft主宰。

## 来歴・人物
4歳の頃からピアノを習い始める。京都市立芸術大学作曲専攻に入学後、大阪府堺市の晶子短歌賞実行委員会からの委嘱で初の合唱曲「さようなら」を作曲。以降、精力的な作曲活動を続けている。
作曲活動のかたわら、合唱指揮者としても活動しており、「混声合唱団Shall We Sing?」や「Chor.Draft」など、十数団体の合唱団の指揮・指導をしている。

## 代表作品

### 合唱曲
- 混声合唱曲「さようなら」
- 金子みすゞの詩による混声合唱組曲「明るいほうへ」
- 混声（女声）合唱組曲「歌はどうして作る」
- 女声（同声）合唱とピアノのための「少女のまなざし」
- 女声（同声）合唱とピアノのための「少女のまなざし2」
- 混声合唱組曲 「このみちをゆこうよ」
- 混声合唱組曲「君死にたまふことなかれ」（女声合唱曲版も）
- 女声(混声)合唱とピアノのための「こころの色」
- 混声(女声)合唱のための童謡唱歌編曲集 「移りゆく季節」
- 女声合唱のための「ありがとう」
- 混声合唱とピアノのための「ひとつの歌にも」
- 女声合唱のための「春が来た」
- 混声合唱組曲「若葉のうた」(2012)
- 混声合唱とピアノのための「こだまでしょうか」(2012)

### 歌曲
- 歌曲作品集1「青い空の下で」
  - 浅き春に寄せて
  - つゆ
  - 晩秋
  - わたしと小鳥とすずと
  - 海恋し
  - やは肌の
  - ああ皐月

### 器楽作品
- 雨
- 組曲「或る風に寄せて」
- 終わりの時
- 風の吹く丘
- 鼓動
- 桜
- 土
- 凪
- 闇
- 陽炎
- ある日に

### 市歌・愛唱歌・校歌等
- さやかな瞬間の中で（大阪狭山市　さやま池讃歌）
- ふるさと翔歌（管弦楽編曲・大阪府和泉市　愛唱歌）
- 森 川 海のみやこ（岩手県宮古市　市民歌）
- 大阪府合唱祭のうた（大阪府合唱祭テーマソング）
- 大阪健康福祉短期大学学歌
- こころのふるさと（大阪府立泉陽高等学校110周年記念歌）
- 大阪公立大学大学歌（編曲）